# Азат (Єнбекшиказахський район)
Аза́т (каз. Азат) — село у складі Єнбекшиказахського району Алматинської області Казахстану. Входить до складу Рахатського сільського округу.
Населення — 4876 осіб (2021; 5848 у 2009, 3710 у 1999, 2993 у 1989).